# Dominion Energy
Dominion Energy, Inc., зазвичай відома як Dominion, є північноамериканською енергетичною компанією зі штаб-квартирою в Річмонді, штат Вірджинія, яка постачає електроенергію в частини Вірджинії, Північної Кароліни та Південної Кароліни та постачає природний газ у частини штатів Юта, Айдахо та Вайомінг, Західна Вірджинія, Огайо, Пенсільванія, Північна Кароліна, Південна Кароліна та Джорджія. Dominion також має генеруючі потужності в Індіані, Іллінойсі, Коннектикуті та Род-Айленді.
У вересні 2016 року компанія придбала корпорацію Questar на заході Сполучених Штатів, включаючи частини штатів Юта та Вайомінг. У січні 2019 року Dominion Energy завершила придбання SCANA Corporation.

## Огляд
Портфель активів компанії включає 27 000 мегават електроенергії, 6 000 миль (9 700 км) ліній електропередачі, 54 000 миль (87 000 км) розподільних ліній, 14 000 миль (23 000 км) газопроводу для транспортування, збору та зберігання природного газу, 1,2 трильйона кубічних футів (34 км3)   еквівалент запасів природного газу та нафти.  Найбільшим сховищем природного газу в країні, яке становить понад 975 мільярдів кубічних футів (2,76×1010 м3) складської ємності. Імпортний термінал компанії Cove Point зрідженого природного газу (СПГ) у Чесапікській затоці є одним із найбільших і найзавантаженіших об’єктів у країні такого роду.  Dominion обслуговує більше 5 мільйони роздрібних споживачів енергії на Середньому Заході, Середній Атлантиці та Північно-Східному регіоні США 
У 2017 році Dominion займав 238 місце в списку Fortune 500. У 2010 році була опублікована книга про 100-річну історію компанії Dominion's First Century: A Legacy of Service.

### Статистика генерації
У 2015 році 18 відсотків загального виробництва електроенергії в Домініоні припадало на вугілля, 22 відсотки на атомну енергетику, 32 відсотки на природний газ, 9 відсотків на нафту, 12 відсотків на гідроенергію та інші відновлювані джерела енергії та 7 відсотків на інші джерела. Розробляється стратегія щодо відновлюваних джерел енергії, насамперед вітру та біомаси, а також програми збереження та підвищення ефективності, щоб відігравати дедалі важливішу роль у задоволенні майбутніх енергетичних потреб і мінімізації впливу компанії на навколишнє середовище.

## Історія
Корпоративне коріння Домініону сягає колоніальної епохи через компанії-попередники, які керували баржами на каналах і річках, вуличним освітленням, залізницями та електричними тролейбусами.[джерело?]
У 1787 році Генеральна Асамблея Вірджинії створила опікунів Аппоматтокса для сприяння судноплавству річкою Аппоматтокс. У 1795 році опікуни створили компанію Upper Appomattox для будівництва дамб уздовж річки для промислового використання, поклавши початок історії Домініону. У 1901 році права на воду перейшли до новоствореної Virginia Passenger & Power Company.
Найближчий прямий предок Dominion, Virginia Railway & Power Company, був заснований Френком Джеєм Гулдом 29 червня 1909 року. Незабаром після цього він купив Virginia Passenger & Power. У 1925 році назву було змінено на Virginia Electric and Power Company (VEPCO), регульовану монополію. У 1940 році VEPCO подвоїла свою територію обслуговування шляхом злиття з Virginia Public Service Company. Транзитні операції були продані в 1944 році. У 1980 році VEPCO почала називати себе «Virginia Power», а свою діяльність у Північній Кароліні називала «North Carolina Power». Через три роки VEPCO реорганізовано в холдингову компанію Dominion Resources.
До 1985 року Dominion розділив свої дистрибуційні операції між трьома компаніями-операторами: Virginia Power, North Carolina Power і West Virginia Power. У 1986 році Домініон отримав територію, розширившись у Північній Вірджинії після придбання Вірджинської території розподілу Potomac Electric Power Company (PEPCO). У 1987 році підрозділ West Virginia Power було пізніше продано Utilicorp United, але Dominion зберіг право власності на електростанцію Mount Storm у Західній Вірджинії. (У 1999 році West Virginia Power буде продана Allegheny Energy і приєднана до її дочірньої компанії Monongahela Power; вона та інші дочірні компанії Allegheny Energy були придбані у 2010 році FirstEnergy).
Протягом 1980-х і 1990-х років Dominion ініціював серію експансій у регульовані та нерегульовані енергетичні підприємства як усередині країни, так і за кордоном. У ту епоху компанія також зарекомендувала себе як оператор світового рівня атомних електростанцій.

## Операції

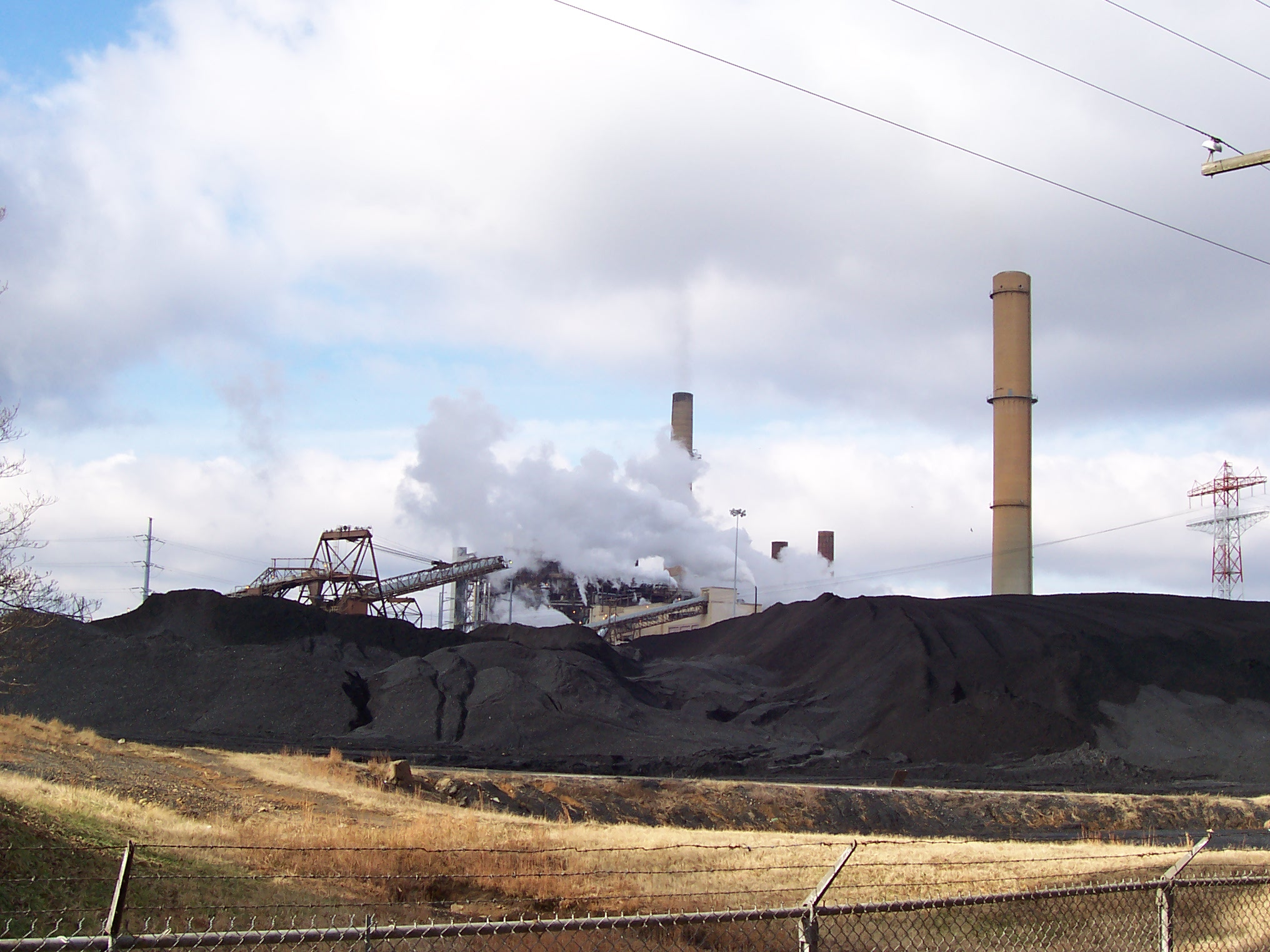
Честерфілдська електростанція Dominion

Dominion має три діючі підприємства:

### Домініон Покоління
Dominion виробляє електроенергію як для регульованого продажу на ринках Вірджинії та Північної Кароліни, так і для оптової торгівлі на інших ринках на північному сході та середньому заході США. Виробництво електроенергії є найбільшим підрозділом Домініону.

### Домініон Вірджинія і Північна Кароліна
Dominion — регульована електрична компанія, яка передає та розподіляє споживачам електроенергію зі своїх електростанцій у Вірджинії, Північній Кароліні, Коннектикуті та Західній Вірджинії.

### Dominion Energy
- Розподіл природного газу
- Транспортування та зберігання природного газу
- Послуги виробника
- Сонячне фінансування - Tredegar Solar Fund I, LLC

### Dominion Exploration and Production
Dominion Exploration and Production була дочірньою компанією Dominion з розвідки та видобутку природного газу та нафти, а до 2007 року стала одним із найбільших незалежних операторів природного газу та нафти. Протягом 2007 року Домініон продав більшість своїх активів з розвідки та видобутку нафти та природного газу, щоб зосередитися на зростанні виробництва електроенергії та розподілу, передачі, зберігання та роздрібної торгівлі, головним чином у Вірджинії, Західній Вірджинії та Північній Кароліні.

## Плани розширення
Dominion був партнером у спільному підприємстві, яке планувало побудувати 600 миль (970 км) Трубопровід Атлантичного узбережжя, газопровід між Західною Вірджинією та Північною Кароліною. Незважаючи на те, що проект зіткнувся з жорстким опором з боку екологічних груп і груп громадської спадщини вздовж свого маршруту, у травні 2018 року було розпочато будівництво трубопроводу в окрузі Льюїс, Західна Вірджинія. Dominion і Duke Energy скасували будівництво трубопроводу в липні 2020 року, посилаючись на збільшення вартості через судові позови, в основному з боку екологічних груп, які виступають проти проекту.

## Політична діяльність
Комітет політичних дій Домініону (PAC) був дуже активним у пожертвах кандидатам від Вірджинії. У 2009 році Dominion PAC пожертвував загалом 814 885 доларів США, з яких 56% пішли республіканцям і 41% демократам. У 2008 році PAC пожертвував 539 038 доларів, з яких 50% пішли республіканцям і 47% демократам. Під час виборчого циклу 2016 року PAC виділив $1 276 016,17 різним політичним кандидатам і комітетам.
Лобісти Dominion працювали над ухваленням Закону Західної Вірджинії про захист критичної інфраструктури, закону 2021 року, який передбачав кримінальні покарання за протести, спрямовані проти нафтогазових об’єктів, який, за словами його спонсора Джона Келлі, був «на вимогу газової промисловості».

## Благодійні внески
Програма соціальних інвестицій Dominion здійснюється головним чином через Dominion Foundation, який щороку передає близько 20 мільйонів доларів на благодійні організації в штатах, де Dominion веде бізнес.
Домініон також має програму «Волонтер року» Бенджаміна Дж. Ламберта III. 2017 рік був тридцять третім роком програми відзначення найкращих волонтерів компанії. Домініон віддає честь волонтерам, сплачуючи 1000 доларів на благодійну організацію за вибором особи. У 2016 році було відібрано дванадцять співробітників з Огайо, Пенсільванії, Вірджинії та Західної Вірджинії.

## Суперечки
Рішення компанії про розробку нових маршрутів для ліній електропередач викликало багато суперечок. 13 лютого 2007 року газета The Washington Post повідомила, що енергетична компанія планує змінити маршрут однієї лінії електропередачі напругою 500 кВ, щоб заспокоїти критиків у Північній Вірджинії, замість маршруту, який проходитиме через захищені ліси та сільськогосподарські угіддя, на південний маршрут, який проходитиме в обхід природні заповідники та місця громадянської війни, проходячи поруч із існуючими лініями електропередач. Проте представник Конгресу США Френк Вулф (R - VA) і губернатор Тім Кейн (D) залишилися проти цієї лінії, заявивши, що в цьому немає справжньої потреби, і що Домініон намагається доставити дешеву електроенергію з Середнього Заходу. Домініон заперечив, заявивши, що лінія забезпечить необхідну електроенергію для зростаючої Північної Вірджинії. Пропозиція була прийнята Комісією Держкорпорації (ДКК) 7 жовтня 2008 р.

### Екологічний рекорд

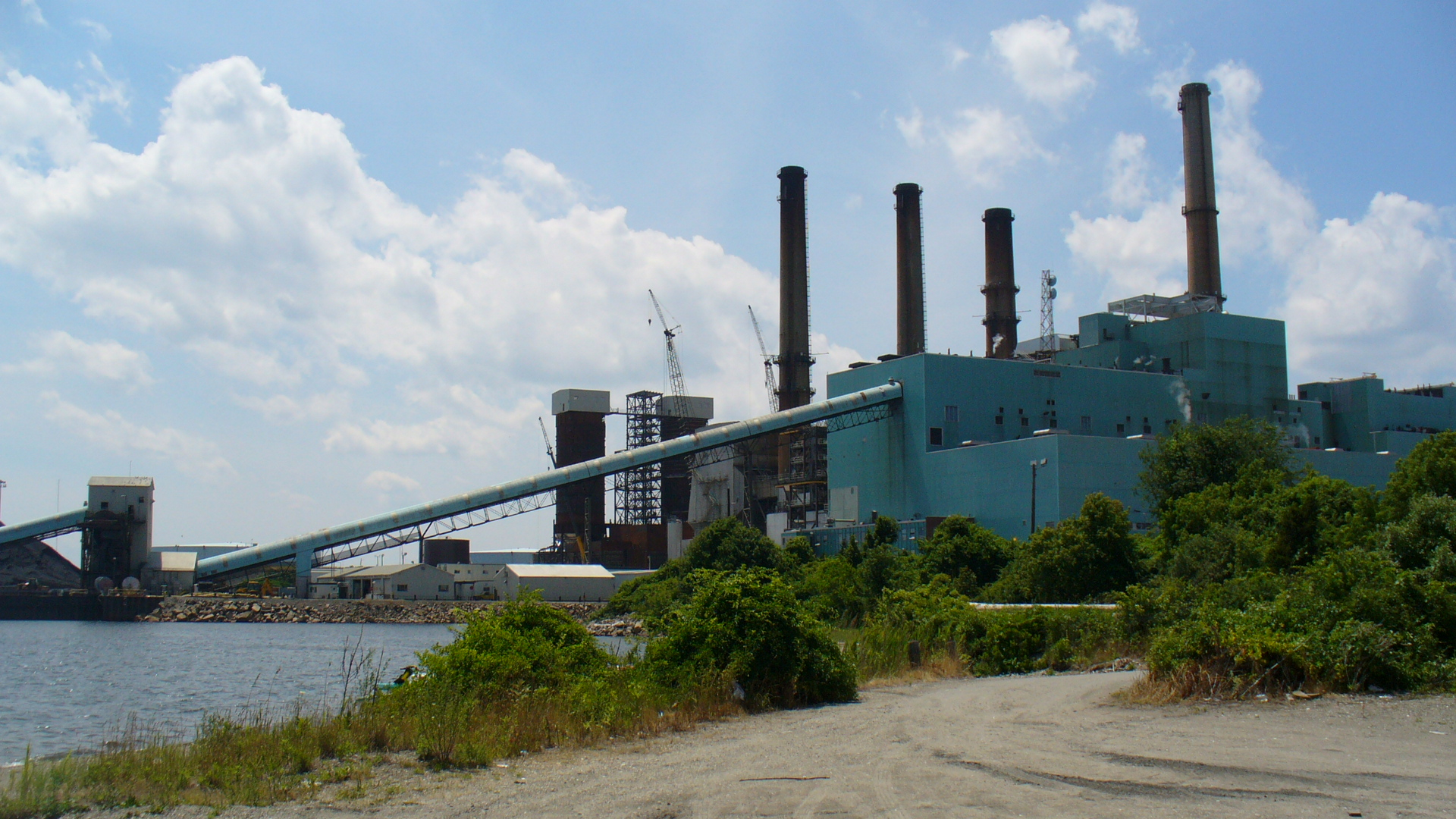
Колишня, нині зруйнована електростанція Брейтон-Пойнт у Сомерсеті, Массачусетс

У 2010 році Дослідницький інститут політичної економії поставив Dominion Resources на 51 місце серед корпорацій, що забруднюють повітря в Сполучених Штатах. Показник токсичності Домініону 16 656 (кілограми, що вивільняються х токсичність х вплив на населення) є значним покращенням як у звіті 2008 року (Домініон посів 27 місце з показником токсичності 58 642), так і у звіті 2005 (Домініон посів 19 місце з показником токсичності 117 712) У грудні 2007 року угода між Агентством з охорони навколишнього середовища США (EPA) і Dominion Energy of Brayton Point передбачала встановлення на електростанції компанії нових градирень замкнутого циклу, які забезпечували значний захист водних організмів у затоці Маунт-Хоуп, яка впадає в затоку Наррагансетт. Угода 2007 року вирішила суперечку, що тривала в 2003 році. Агентство з охорони навколишнього середовища видало остаточний дозвіл на скидання під назвою Національна система ліквідації скидів забруднень (NPDES) для електростанції Брейтон-Пойнт, що вимагає значного скорочення теплових скидів і водозабору в затоку Маунт-Хоуп. У 2002 році Домініон був відповідальним за 1 110 703 фунтів токсичних викидів шлунково- кишкового тракту або печінки, 1 440 000 фунтів токсичних речовин опорно-рухового апарату та 1 489 763 фунтів передбачуваних токсичних викидів дихальних шляхів, а також 1 478 383 фунтів передбачуваних викидів шкіри або органів чуття, які є ймовірними викидами токсичних речовин. бути небезпечним.